# Spacecom (Estonia)
Spacecom AS – prywatny estoński przewoźnik kolejowy.
Spółka została założona w 2003 roku, a działalność rozpoczęła w 2004 roku. Jej głównym akcjonariuszem jest zarejestrowana na Cyprze firma Globaltrans Investment Holding (61%) kontrolowana przez rosyjski koncern metalurgiczny Severstal.
Przedsiębiorstwo zajmuje się wyłącznie przewozami towarowymi. Trzon jego działalności stanowi transport ładunków niebezpiecznych z Rosji do estońskich portów bałtyckich. Są to głównie paliwa płynne (olej napędowy, mazut) i gaz LPG.